# Herfstlandschap (Vincent van Gogh)
Herfstlandschap is een schilderij uit 1885 van de Nederlandse kunstschilder Vincent van Gogh. Het schilderij bevindt zich in het Kröller-Müller Museum in Otterlo.
Het schilderij van olieverf op doek meet 64 bij 89 cm. Van Gogh schilderde dit landschap achter de tuin van zijn ouderlijk huis in Nuenen, in november 1885.